# کارن کمنر
کارن کمنر (انگلیسی: Caren Kemner؛ زادهٔ april ۱۶, ۱۹۶۵ (۵۹ سال)) بازیکن والیبال اهل ایالات متحده آمریکا است.